# Gasherbrum II
Der Gasherbrum II (früher K4; chinesisch 加舒尔布鲁木山, Pinyin Jiāshū'ěrbùlǔmù Shān) ist mit 8034 m Höhe der dreizehnthöchste Berg der Erde. Er gehört zur Gasherbrum-Gruppe im Karakorum, die südöstlich des K2 im Grenzgebiet von China und Pakistan liegt.

## Geographie
Der Gasherbrum II ist der Hauptgipfel der sogenannten eigentlichen Gasherbrum-Gruppe. Er erstreckt sich in west-östliche Richtung und bildet einen etwa 7600 m hohen Bergrücken, auf dem in der Mitte die Gipfelpyramide des Gasherbrum II thront. Im Westen sitzt auf diesem Bergrücken die Gipfelpyramide des Gasherbrum III, der als Nebengipfel des Gasherbrum II gilt. Östlich des G-II-Gipfels folgt der Gasherbrum II Ost, der eine rundliche Gipfelform aufweist. Die Nebengipfel G III und G Ost werden gelegentlich auch als relativ selbständige Hauptgipfel bezeichnet. Der Ostgrat senkt sich ab zum Gasherbrum La, einem etwa 6500 m hohen Pass, der den Gasherbrum II mit der Nordwand des Gasherbrum I (Hidden Peak) verbindet. Im Westen folgt nach dem G III der Gasherbrum IV, ein eigenständiger Berg, der ebenfalls zum Teilmassiv der eigentlichen Gasherbrum-Gruppe gehört.

## Besteigungsgeschichte
Die Erstbesteigung erfolgte am 7. Juli 1956 durch drei Teilnehmer einer österreichischen Expedition unter Leitung von Fritz Moravec. Neben Moravec selbst gelangten auch Josef Larch und Hans Willenpart auf den Gipfel. Damit eröffneten sie den heutigen Normalweg über den Südwestgrat. Unterhalb der Gipfelpyramide erfolgt eine Querung nach Osten, über den Südostgrat der Pyramide wird der Gipfel erreicht.
Im Sommer 1983 erstiegen die beiden Polen Jerzy Kukuczka und Wojciech Kurtyka den Gasherbrum II über den Ostgrat. Zur Akklimatisierung kletterten sie zunächst bis zum bis dahin unbestiegenen Gasherbrum Ost, den sie am 24. Juni erreichten. Nach einem Biwak auf dem Gipfel stiegen sie ins Basislager ab, um wenige Tage später den G II zu erklimmen. Auf dem Weg zum Hauptgipfel (1. Juli) überschritten sie den Gasherbrum Ost. Indem sie auf dem Normalweg ins Basislager abstiegen, gelang ihnen auch die erste Überschreitung des Gasherbrum II. Die Besteigung erfolgte im Alpinstil.
Im Jahre 1984 gelang den Bergsteigern Reinhold Messner und Hans Kammerlander die Überschreitung des Gasherbrum II und anschließend des Hidden Peak, ebenfalls im Alpinstil. Diese Überschreitung gilt bis heute als eine der herausragendsten Leistungen im Höhenbergsteigen. Der Regisseur Werner Herzog begleitete Messner und Kammerlander mit einem Kamerateam ins Basislager und dokumentierte die Überschreitung in dem Film Gasherbrum – Der leuchtende Berg. 1996 gelang dem französischen Bergsteiger Jean-Christophe Lafaille die Doppelbesteigung beider Gipfel ohne Abstieg ins Basislager im Alleingang. Am Gasherbrum II wählte er für Auf- und Abstieg den Normalweg, während er zuvor den G I über eine neue Route bestiegen hatte.
Am 7. Juli 2006 gelang einer Schweizer Expedition die Erstdurchsteigung der Nordwand des Gasherbrum II. Die Bergsteiger Ueli Steck, Hans Mitterer und Cedric Hählen erreichten den 7758 m hohen Ostgipfel. Aufgrund der Lawinengefahr entschieden sie sich, auf den weiteren Ab- und Aufstieg über den Grat zum Hauptgipfel zu verzichten.
Genau 50 Jahre nach Moravecs Erstbesteigung planten die beiden jungen Münchener Extremskibergsteiger Benedikt Böhm und Sebastian Haag, beraten durch Kammerlander, ihren Rekordversuch in der Besteigung des Gasherbrum II mit anschließender Skiabfahrt ohne Depots oder Unterstützung in den Hochlagern. Am 3. August 2006 begannen sie unter Leitung des Bergführers Luis Stitzinger vom Basislager auf 5900 m Höhe mit dem Aufstieg. Im oberen Bereich wurde der Aufstieg durch Neuschnee erschwert. Die anschließende Gipfelabfahrt zum Ausgangspunkt erfolgte bei großer Lawinengefahr, ohne Abschnallen der Ski und ohne Abseilen. Für die gesamte Tour im Alpinstil benötigte das Team knapp 17 Stunden.
2007 bewältigten die Italiener Karl Unterkircher, Daniele Bernasconi und Michele Compagnoni erstmals die vollständige Durchsteigung der Nordwand und erreichten am 20. Juli den Gipfel. Dabei begingen sie den Nordostpfeiler in der direkten Gipfelfalllinie. Während einer Akklimatisierungsbesteigung wurden der untere Teil der Wand mit Fixseilen versichert und ein Zwischenlager auf 6000 m errichtet. Die eigentliche Besteigung begann am 18. Juli vom Basislager aus und wurde ab dem Zwischenlager im Alpinstil durchgeführt. Während Bernasconi und Unterkircher den Pfeiler vollständig durchstiegen, querte Michele Compagnoni, Neffe des K2-Erstbesteigers Achille Compagnoni, auf 7850 m zum Südwestgrat, um die letzten etwa 200 Höhenmeter auf dem Normalweg zurückzulegen. Um 20 Uhr Ortszeit am Gipfel entschied man sich aus Sicherheitsgründen für einen Abstieg über die Normalroute auf der Südseite.
Am 2. Februar 2011 erreichten Simone Moro, Denis Urubko und Cory Richards den Gipfel des Gasherbrum II. Damit ist der Gasherbrum II der erste der vier Achttausender im Karakorum und der fünf pakistanischen Achttausender, der im Winter bestiegen wurde.
Am 16. Juli 2018 erreichten Felix Berg und Adam Bielicki den Gipfel des Gasherbrum II über eine neue Variante durch die Westwand.